# 帕夫洛-伊瓦尼夫西克
51°55′50″N 31°37′59″E / 51.93056°N 31.63306°E
帕夫洛-伊瓦尼夫西克（烏克蘭語：Павло-Іванівське），是烏克蘭北部的村莊，隸屬切爾尼希夫州的切爾尼希夫區。該村面積0.1平方公里，海拔高度141米，2001年人口11，人口密度每平方公里110人。